# Église Saint-Martin de Collandres
Pour les articles homonymes, voir église Saint-Martin.
L'église Saint-Martin est une église située en France sur la commune de Collandres (Cantal), en région Auvergne-Rhône-Alpes.

## Historique
L’édifice, d’époque romane, a été complété probablement au XVIIIe siècle par un clocher-porche ajouté en façade.

### Protection
Le chœur est inscrit au titre des monuments historiques par arrêté du 28 décembre 1984.

## Description
L’église se compose d’une nef unique, d’un petit transept et d’un chœur en hémicycle. Le clocher-porche est une tour rectangulaire à trois niveaux. Le chevet présente deux colonnes aux chapiteaux feuillagés et des modillons décorent la bordure du toit.
Le retable et la statue de Sainte Catherine de Sienne sont répertoriés dans la base Palissy.